# Louwberg
De Louwberg is een heuvel in het zuidwesten van de gemeente Maastricht. De Louwberg is het verlengde in noordoostelijke richting van de Cannerberg en de "overbuur" van de Sint-Pietersberg. De heuvel is gelegen ten noordwesten van het Jekerdal en ten zuidoosten van de woonwijken Wolder en Campagne, direct grenzend aan het droogdal van de Kleine en Lange Zouw.
Het gebied was al in de Romeinse tijd in cultuur gebracht. Eind 19e eeuw werd hier restanten van de Romeinse villa Maastricht-Louwberg aangetroffen. Bijzonder zijn de wijngaarden van de Apostelhoeve en Hoeve Nekum.

## Groeves
In de Louwberg bevinden zich enkele groeves, waaronder:
- Apostelgroeve
- Groeve Theunissen I
- Groeve Theunissen II

## Wielrennen
De Louwberg maakt deel uit van het parcours van de Ronde van Wolder, een amateurkoers die in 2008, na ongeveer 20 jaar afwezig te zijn geweest op de wielerkalender, weer voor het eerst is verreden. De op de berg gelegen Dalingsweg kent een hellingspercentage van maximaal 9%.

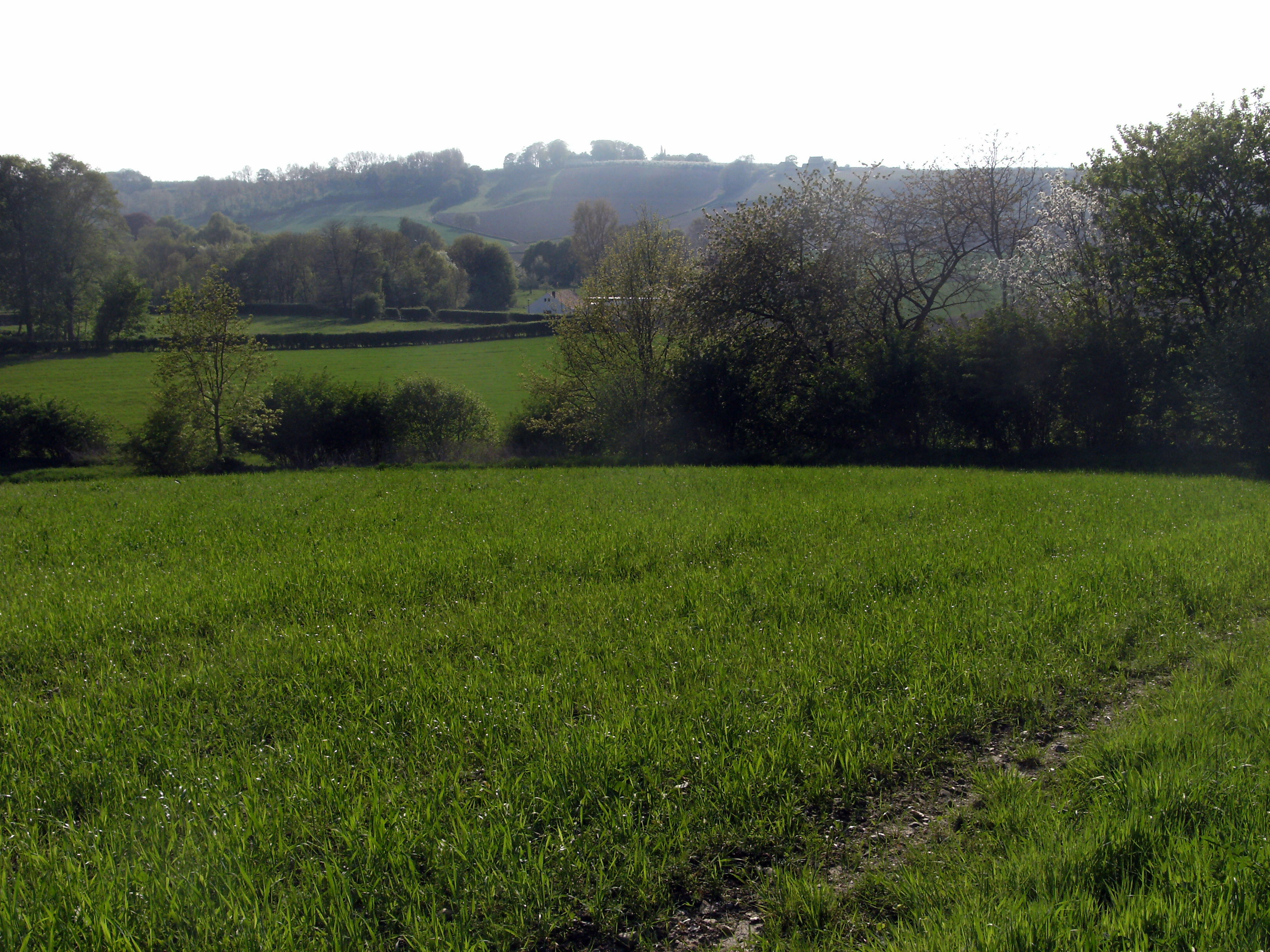
De Louwberg vanaf de Sint-Pietersberg
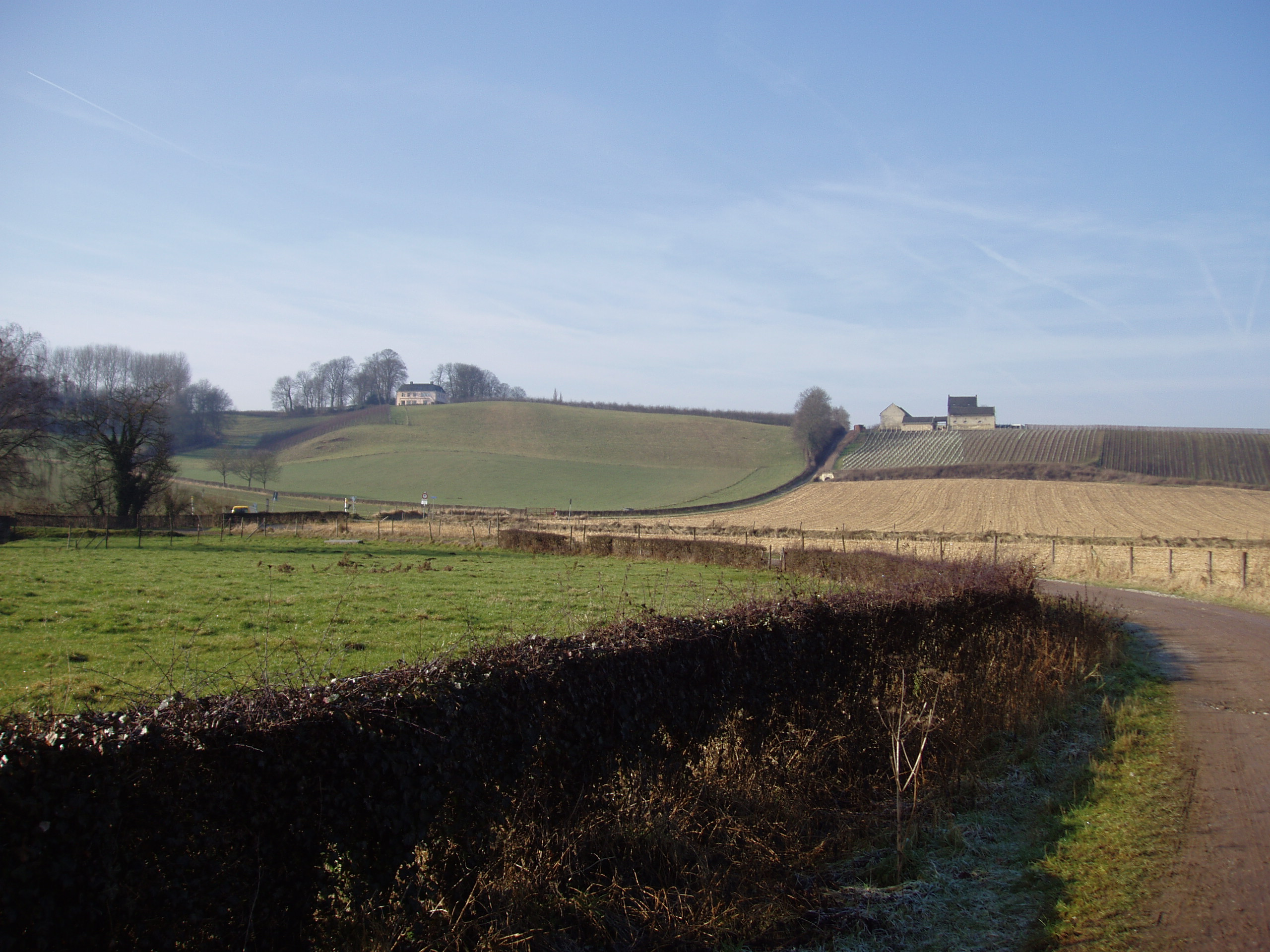
Zicht op de Louwberg uit het Jekerdal
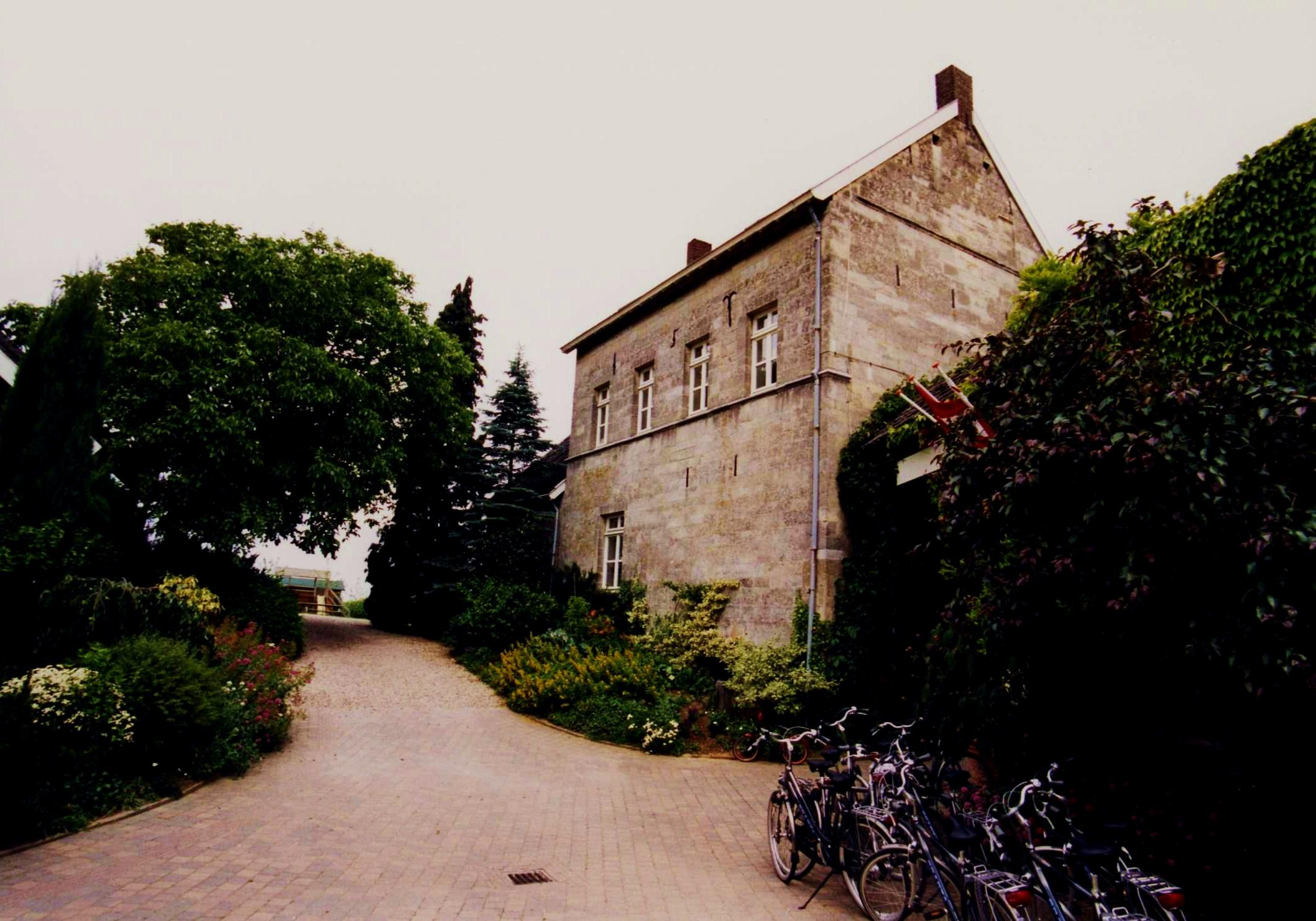
Apostelhoeve
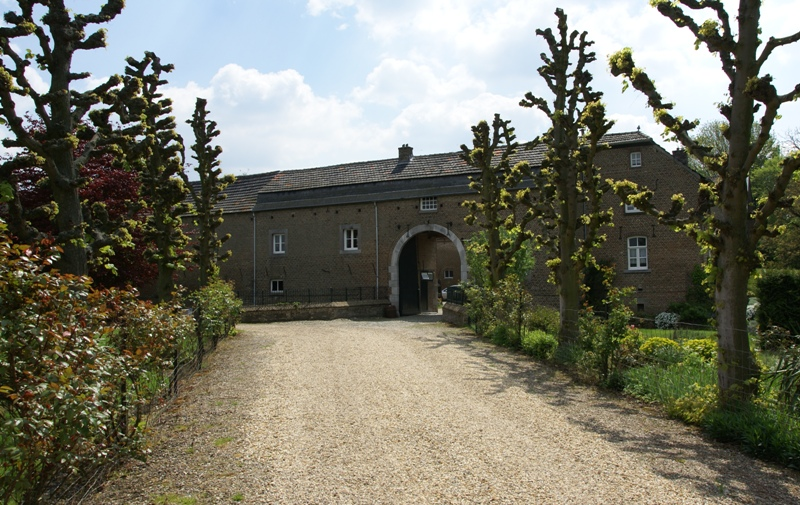
Hoeve Nekum
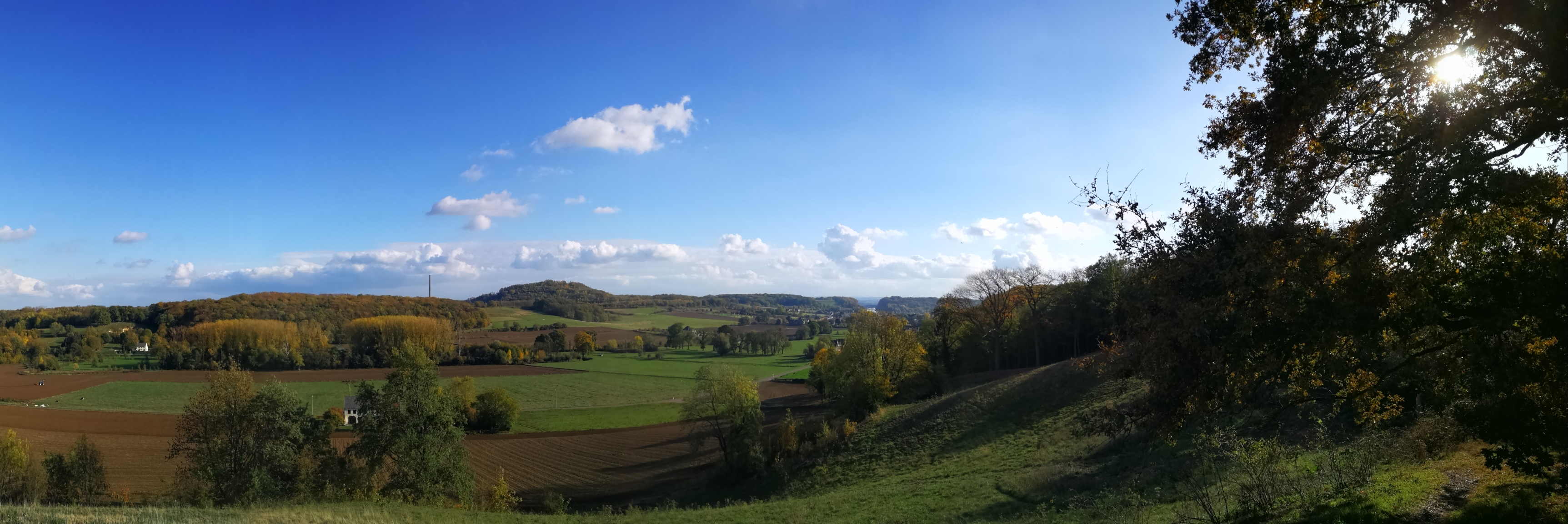
Jekerdal vanaf de Louwberg